# Clark Gillies
Clark Gillies (* 7. April 1954 in Moose Jaw, Saskatchewan; † 21. Januar 2022 in Greenlawn, New York, USA) war ein kanadischer Eishockeyspieler, der im Verlauf seiner aktiven Karriere zwischen 1971 und 1988 unter anderem 1.112 Spiele für die New York Islanders und Buffalo Sabres in der National Hockey League (NHL) auf der Position des linken Flügelstürmers bestritten hat. Gillies, der zwischen 1977 und 1979 der zweite Mannschaftskapitän in der Franchise-Geschichte der New York Islanders war, gewann in den frühen 1980er-Jahren viermal in Folge den Stanley Cup mit dem Team. Für seine Leistungen um den Eishockeysport wurde er im Jahr 2002 mit der Aufnahme in die Hockey Hall of Fame geehrt. Bereits im Dezember 1996 sperrten die Islanders die Trikotnummer 9 des Power Forwards, die damit an keinen anderen Spieler mehr vergeben wird.

## Karriere
Gillies verbrachte seine Juniorenzeit zwischen 1971 und 1974 bei den Regina Pats in der Western Canada Hockey League (WCHL). Parallel dazu spielte er in den Sommermonaten Baseball. Zwischen 1970 und 1972 war er für die Organisation der Houston Astros aus der Major League Baseball (MLB) in einer Minor League im US-Bundesstaat Virginia aktiv, wo er gemeinsam mit Bob Bourne spielte. In seinem dritten Jahr gewann der Flügelstürmer mit dem Team der Regina Pats das Double bestehend aus dem President’s Cup der WCHL und dem prestigeträchtigen Memorial Cup der gesamten Canadian Hockey League (CHL). Zudem wurde er ins First All-Star Team der WCHL berufen, nachdem er in 81 Saisonspielen insgesamt 129 Scorerpunkte gesammelt und damit maßgeblichen Anteil an den Titelgewinnen hatte. Bereits während der laufenden Saison 1973/74 war Gillies im WHA Secret Amateur Draft 1974 in der ersten Runde als Gesamtsiebter von den Edmonton Oilers aus der World Hockey Association (WHA) ausgewählt worden. Wenige Monate später erfolgte zudem die Auswahl im NHL Amateur Draft 1974 durch die New York Islanders aus der mit der WHA konkurrierenden National Hockey League (NHL) als Gesamtvierter. Er beendete seine Juniorenkarriere schließlich im Sommer 1974 nach insgesamt 236 Einsätzen, in denen er 318-mal gepunktet hatte.
Der Stürmer entschied sich im Sommer 1974 seine Profikarriere in der NHL beim gerade einmal zwei Jahre alten Franchise der New York Islanders zu beginnen. Der 20-Jährige erhielt für die Saison 1974/75 auf Anhieb einen Stammplatz und etablierte sich schnell als Power Forward. Mit seiner robusten Spielweise schaffte er für seine Mannschaftskameraden Freiräume, wovon zu anfangs seine Mannschaftskollegen Billy Harris und Bryan Trottier, mit denen er die sogenannte Angriffsreihe namens Long Island Lightning Company bildete, profitierten. Ab der Saison 1977/78 wurde Billy Harris durch Mike Bossy ersetzt und die neue Sturmreihe erhielt den Namen Trio Grande. Bis dahin hatte Gillies sich mit seinem intensiven Einsatz die Achtung seiner Mannschaftskameraden erarbeitet und so drängten sie darauf, dass der 23-Jährige zur Spielzeit 1977/78 zum Mannschaftskapitän der Islanders ernannt wurde. Nach der Saison 1978/79, in der er sich mit 91 Punkten unter den zehn besten Scorern der NHL befunden hatte und zum zweiten Mal ins NHL First All-Star Team berufen worden war, gab er das Kapitänsamt an Denis Potvin weiter. Daran schlossen sich die erfolgreichen Jahre der Islanders an, die zwischen 1980 und 1983 viermal in Folge den Stanley Cup gewannen und dabei bis 1985 in 19 Playoff-Serien in Folge ungeschlagen blieben.
Nach den erfolgreichen Jahren der New York Islanders blieb Gillies noch bis zum Oktober 1986 Bestandteil des Teams, ehe er vor der Saison 1986/87 im NHL Waiver Draft von den Buffalo Sabres ausgewählt wurde, die damit seinen laufenden Vertrag übernahmen. Der Außenstürmer verblieb noch zwei Spielzeiten in Buffalo, bevor er seine Karriere im Sommer 1988 im Alter von 34 Jahren beendete, nachdem ihm der damalige General Manager der Sabres, Gerry Meehan, mitgeteilt hatte, dass ihm Buffalo aufgrund seines Alters keinen neuen Vertrag anbieten werde.
Die New York Islanders sperrten im Dezember 1996 die von Gillies getragene Rückennummer 9, die damit an keinen anderen Spieler mehr vergeben wird. Im Jahr 2002 wurde er in Anerkennung seiner Verdienste um den Eishockeysport mit der Aufnahme in die Hockey Hall of Fame geehrt. Bereits zwei Jahre zuvor war er in die Saskatchewan Sports Hall of Fame seiner Heimatprovinz Saskatchewan aufgenommen worden. Gillies starb im Januar 2022 im Alter von 67 Jahren in seiner Wahlheimat in Greenlawn im US-Bundesstaat New York an den Folgen einer Krebserkrankung.

### International
Für sein Heimatland bestritt Gillies mit der kanadischen Nationalmannschaft den Canada Cup 1981, den die Mannschaft auf dem zweiten Platz abschloss. In sieben Turnierspielen konnte der Angreifer ebenso viele Scorerpunkte beisteuern. Eines seiner beiden Tore erzielte er dabei im Finalspiel gegen die UdSSR, das allerdings mit 1:8 deutlich verloren ging. Des Weiteren gehörte Gillies zum aus NHL-Spielern bestehenden Aufgebot für den Challenge Cup 1979, einer Spielserie gegen die UdSSR. Beim einzigen Sieg seines Teams erzielte er auch einen Treffer und wurde am Ende er Serie als wertvollster Spieler der NHL-Auswahl ausgezeichnet.

## Erfolge und Auszeichnungen
| - 1974 President’s-Cup-Gewinn mit den Regina Pats - 1974 WCHL First All-Star Team - 1974 Memorial-Cup-Gewinn mit den Regina Pats - 1978 Teilnahme am NHL All-Star Game (krankheitsbedingte Absage) - 1978 Teilnahme am NHL All-Star Game - 1978 NHL First All-Star Team - 1979 Teilnahme am Challenge Cup - 1979 NHL First All-Star Team | - 1980 Stanley-Cup-Gewinn mit den New York Islanders - 1981 Stanley-Cup-Gewinn mit den New York Islanders - 1982 Stanley-Cup-Gewinn mit den New York Islanders - 1983 Stanley-Cup-Gewinn mit den New York Islanders - 1996 Sperrung der Trikotnummer 9 durch die New York Islanders - 2000 Aufnahme in die Saskatchewan Sports Hall of Fame - 2002 Aufnahme in die Hockey Hall of Fame |

### International
- 1981 Silbermedaille beim Canada Cup

## Karrierestatistik

### International
| Vertrat die National Hockey League bei: - Challenge Cup 1979 | Vertrat Kanada bei: - Canada Cup 1981 |

(Legende zur Spielerstatistik: Sp oder GP = absolvierte Spiele; T oder G = erzielte Tore; V oder A = erzielte Assists; Pkt oder Pts = erzielte Scorerpunkte; SM oder PIM = erhaltene Strafminuten; +/− = Plus/Minus-Bilanz; PP = erzielte Überzahltore; SH = erzielte Unterzahltore; GW = erzielte Siegtore; 1 Play-downs/Relegation; Kursiv: Statistik nicht vollständig)